# Трапезники
Трапезники — деревня в Кудымкарском районе Пермского края. Входила в состав Ошибского сельского поселения. Располагается на реке Муткыльта севернее от города Кудымкара. Расстояние до районного центра составляет 40 км. По данным Всероссийской переписи населения 2010 года, в деревне проживало 34 человека (15 мужчин и 19 женщин).

## История
По данным на 1 июля 1963 года, в деревне проживало 162 человека. Населённый пункт входил в состав Трапезниковского сельсовета.